# Лукьяновка (Киев)
Лукья́новка (укр. Лук'я́нівка) — историческая местность Киева, располагающаяся между улицами Дегтярёвской и Багговутовской, Кмитовым и Бабьим ярами.
Станция метро — Лукьяновская.

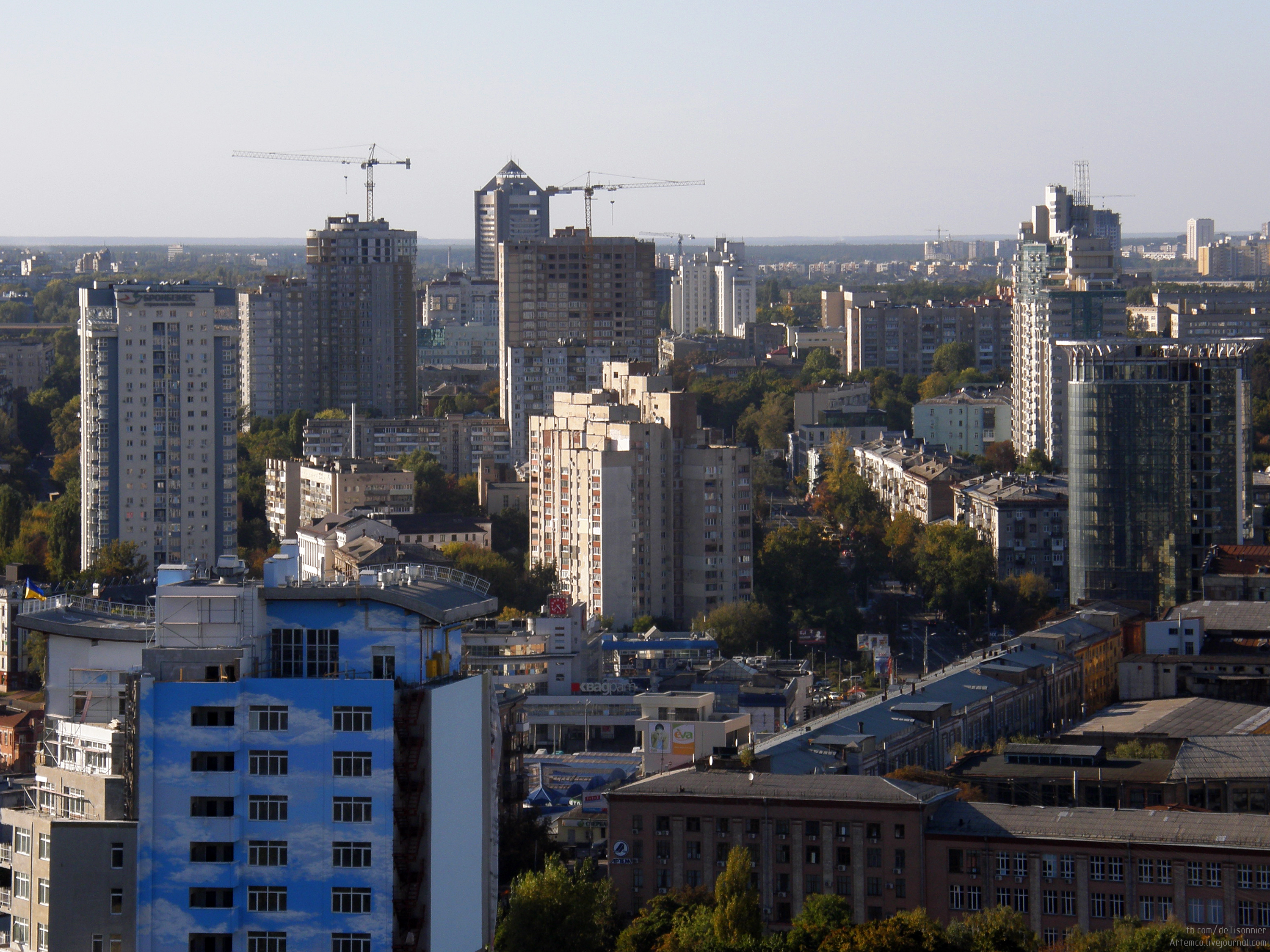
Лукьяновка

Лукьяновская площадь является центральной площадью местности. На ней расположен Лукьяновский рынок. Лукьяновское кладбище находится между Лукьяновкой и местностью Сырец.
На Лукьяновке также находится следственный изолятор № 13, основное здание которого было построено в 1859-1862 годах, и называющийся Лукьяновская тюрьма.

## В культуре
О приключениях на Лукьяновке написана детская фантастическая повесть: Елена Мордовина «Призрак с Лукьяновки» (Издательство «Каяла», Киев, 2017, 124 с. ISBN 978-617-7390-01-4) Это история о приключениях школьников на Лукьяновке, посвящена в том числе теме защиты архитектурных памятников. Повесть получила награду Корнейчуковского фестиваля в 2014 году. Ученики обычной киевской школы Костя и Антон однажды выясняют, что их одноклассник и его семья — призраки. Призракам грозит беда — старинный особняк на Лукьяновке, в котором они обитают, хотят отдать под офисный центр. И тогда призракам придётся навсегда уйти в параллельный мир. Четверо друзей берутся спасти ситуацию.

## История местности
- 1820 год — селение Лукьяновка;
- 1824 год — упомянутый хутор киевского золотаря С. Стрельбицкого в пригороде Лукьяновки;
- 1913 год — Первая Всероссийская спортивная олимпиада на Спортивном поле.